# Diocesi di Cedamusa
La diocesi di Cedamusa (in latino: Dioecesis Cedamusensis) è una sede soppressa e sede titolare della Chiesa cattolica.

## Storia
Cedamusa, nelle montagne di Fdoulès (piccola Cabilia) nell'odierna Algeria, è un'antica sede episcopale della provincia romana della Mauritania Sitifense.
Unico vescovo conosciuto di questa diocesi africana è Montano Cedamusensis, il cui nome appare al 29º posto nella lista dei vescovi della Mauritania Sitifense convocati a Cartagine dal re vandalo Unerico nel 484; Montano, come tutti gli altri vescovi cattolici africani, fu condannato all'esilio.
Dal 1933 Cedamusa è annoverata tra le sedi vescovili titolari della Chiesa cattolica; dal 28 giugno 2002 il vescovo titolare è Fernando Arêas Rifan, amministratore apostolico di San Giovanni Maria Vianney.

## Cronotassi

### Vescovi residenti
- Montano † (menzionato nel 484)

### Vescovi titolari
- Johannes Christianus Vrakking, M.S.C. † (12 dicembre 1953 - 29 gennaio 1961 deceduto)
- George Joseph Gottwald † (23 giugno 1961 - 11 marzo 2002 deceduto)
- Fernando Arêas Rifan, dal 28 giugno 2002